# Patrick Konrad
Patrick Konrad (født 13. oktober 1991 i Mödling) er en professionel cykelrytter fra Østrig, der er på kontrakt hos Lidl-Trek.
I 2019 blev han østrigsk mester i linjeløb og tog bronze ved enkeltstarten.
Ved Tour de Suisse 2019 endte han på tredjepladsen, hvilket var første gang Konrad kom på podiet i et World Tour-etapeløb.